# Кръстьо Раковски
Кръстьо Георгиев Раковски (роден като Кръстьо Георгиев Станчев), известен в света повече с руските си имена като Христиан Георгиевич Раковски, е български политик, деец на международното комунистическо движение, първи украински министър-председател, съветски политически и държавен деец и дипломат.

## Биография
Роден е на 1 август 1873 г. по стар стил в град Котел, в семейството на котленците Мария и Георги Станчеви. Майка му Мария е дъщеря на Нанка Търпанска, която е сестра на видния български революционер Георги Раковски. Родителите на Кръстьо Раковски закупуват земя в Мангалия, Кралство Румъния, и се преселват там. Като ученик във Варна възприема името Кръстьо Раковски.
Учи в гимназиите във Варна и Габрово. През 1890 г. започва да следва медицина в Женева, Швейцария, където попада под влиянието на социалистическите идеи. По-късно следва в университетите на Берлин и Цюрих и защитава докторска дисертация по психиатрия в университета на Монпелие, Франция.
Има заслуги за опазването на архива на Г. С. Раковски, който е описал и подредил, и през 1910 г. е предал на Етнографския музей в София. През 1911 г. Министерството на народното просвещение проявява интерес да закупи архивните документи.
През 1903 г. Кръстьо Раковски е красноречив оратор и критик на общоделството между социалисти и буржоазия по време на партийния конгрес на Българската работническа социалдемократическа партия (БРСДП) в Русе. От 1905 до 1917 г. е сред водачите на румънското социалистическо движение. Обвиняван за селските бунтове през 1907 година, той е изгонен от Румъния и се връща едва през 1912 година.

През 1911 г. Кръстьо Раковски е търсен оратор на социалдемократическата организация и убеден антимонархист. Той е сред основателите на Женевската група на българските социалдемократи. Участва дейно в дейността на Втория интернационал и на БРСДП. През 1917 г. Кръстьо Раковски се изказва срещу българския национален характер на Добруджа и Македония. През 1919 г. участва в учредяването на Третия (Комунистическия) интернационал. Ратува за вземането на политически, национални и икономически решения в насока създаването на Балкано-Дунавска конфедерация. Според негови изявления в пресата от 1919 г.: 
| „                                | „От досегашния ни разговор вие трябва да сте се убедили, какво у мене не е изгубено чувството, че аз съм българин, но това чувство не е засенило и изкривило идеята ми за онова, което трябва да се говори и прави, за да се въдвори в света оня ред на нещата, от който и на българи, и на власи, и на всички други ще бъде добре. Добруджа трябва да принадлежи на свободните трудещи се маси, които я населяват. Това не значи, че аз отричам какво тя принадлежи на българите.“ | “ |
| „Социалистически преглед“, бр. 2 | |   |

След Октомврийската революция участва в налагането на съветска власт в Украйна. Председателства дипломатическата мисия на Русия в мирните преговори с Украинската народна република през март 1918, а след това е пълномощен министър в Берлин. През следващата година той е избран за председател на Съвета на народните комисари по външните работи на Украинската съветска социалистическа република (УССР), в качеството си на какъвто участва в ултиматума срещу Кралство Румъния във връзка с румънската въоръжена интервенция в Бесарабия. По-късно Раковски става вторият председател на Съвета на народните комисари (министър-председател) на Украинската съветска социалистическа република през периода януари-декември 1919 г., а след това и от февруари 1920 до юли 1923 г. Това е третият опит и устойчив да се наложи съветска власт в Украйна, след „Украинска народна република на Съветите“ от декември 1917 и „Украинска съветска република“ от март 1918 г. Раковски в Украйна ръководи и органи на ЧК и води борба срещу силите на УНР, Бялото движение, както и независими въстаници против съветската власт, включително анархиста Нестор Махно.
През 1923 г. за кратко е заместник-народен комисар на външните работи на СССР. Между 1923 и 1925 г. е автор на няколко политически публикации, а също така и на международни декларации относно разоръжаването и ревизията на системата на мирните договори, подписани в края на Първата световна война. Въпреки че първоначално е отхвърлен, Раковски е първият съветски посланик в Лондон през периода 1923 – 1925 г. През 1925 г. е лектор в китайския университет в Москва. През 1925 – 1927 г. Раковски е назначен за посланик на СССР във Франция.
Развива активна дипломатическа дейност свързана с Балканите. До революцията от 1917 година смята, че бъдещето на Македония е в рамките на България. По време на конференциите в Генуа и Лозана се среща с дейци на ВМРО като Наум Томалевски, Александър Протогеров и други. Дава висока оценка на привържениците на Тодор Александров и се обявява за обединяването им с федералистите и е в готовност за среща с техни представители.
Близък до Лев Троцки, Раковски влиза в конфликт с Йосиф Сталин, изключен е от ВКП(б) и е заточен в Централна Азия през 1928 г. През 1934 г. се завръща в политическия живот на Москва, а през 1935 г. е възстановен в партията и работи известно време в Министерството на здравеопазването.
През 1936 г. Сталин отново гони Раковски от пределите на Съветска Русия, при което бившият председател на Украинската република търси начин да се върне в наследствените си имоти в Стара Добруджа, Кралство Румъния. През 1937 г. Раковски отново попада под ударите на съветската съдебна власт заедно с Бухарин, Риков и Ягода. Осъден е на 20 години трудов лагер.
След началото на Великата отечествена война Раковски е разстрелян по т.нар. сталински списъци на 11 септември 1941 г. в Орловския затвор.
На 4 февруари 1988 г. е посмъртно реабилитиран на Пленума на Върховния съд на СССР и членството му във ВКП (б.) е възстановено с решение на Комитета за партиен контрол на ЦК на КПСС от 21 юни същата година. През 1989 г. е посмъртно реабилитиран и в България.

## Памет
На Кръстьо Раковски е наречена улица в квартал „Младост 1А“ в София (Карта).